# Canthigaster leoparda
Canthigaster leoparda е вид лъчеперка от семейство Tetraodontidae. Видът не е застрашен от изчезване.

## Разпространение и местообитание
Разпространен е в Гуам, Индонезия (Малуку), Остров Рождество, Острови Кук и Филипини.
Среща се на дълбочина около 120 m, при температура на водата около 25,1 °C и соленост 36,3 ‰.

## Описание
На дължина достигат до 7,5 cm.